# 罗尔夫·托森
罗尔夫·托森（挪威語：Rolf Thorsen，1961年2月22日—），挪威男子赛艇运动员。他曾代表挪威参加1984年、1988年和1992年夏季奥林匹克运动会赛艇比赛，获得二枚银牌，均来自男子四人双桨项目。